# Ostrygojad nowozelandzki
Ostrygojad nowozelandzki (Haematopus finschi) – gatunek średniej wielkości ptaka z rodziny ostrygojadów (Haematopodidae). Gniazduje w interiorze nowozelandzkiej Wyspy Południowej i w nielicznych miejscach na Wyspie Północnej, zimuje na wybrzeżach obydwu tych wysp. Nie jest zagrożony wyginięciem.

## Taksonomia
Po raz pierwszy gatunek opisał Gustav Heinrich Martens (1842–1912) w 1897. Holotyp pochodził z okolic Saltwater Creek (dykstrykt Waimakariri, główne miasto: Rangiora) na nowozelandzkiej Wyspie Południowej. Autor nadał nowemu gatunkowi nazwę Haematopus finschi. Obecnie (2021) Międzynarodowy Komitet Ornitologiczny podtrzymuje tę nazwę, podobnie jak wiele innych autorytetów. Mimo że początkowo opisany (i współcześnie traktowany) jako odrębny gatunek, to ostrygojad nowozelandzki długo był uznawany za podgatunek ostrygojada zwyczajnego (H. ostralegus). Najpierw pod taką nazwą pojawił się w 1913 w artykule Mathewsa i Iredale’a na łamach „The Ibis”. Była używana jeszcze co najmniej do lat 70. XX wieku.
Ostrygojad nowozelandzki bywał dawniej uznawany za odmianę srokatą ostrygojada zmiennego (H. unicolor). Współcześnie wiadomo, że są to jednak gatunki siostrzane, których linie rozwojowe rozeszły się stosunkowo niedawno. Na Wyspie Północnej i Południowej występują dwa gatunki ostrygojadów: ostrygojad zmienny na obydwu i ostrygojad nowozelandzki głównie na Południowej w trakcie lęgów oraz na obydwu w okresie zimowym. Izolacja genetyczna między ich populacjami utrzymuje się dzięki międzygatunkowym różnicom w preferencjach środowiskowych, zajmowanych niszach ekologicznych, wymaganiach pokarmowych, biologii lęgowej i systemie kojarzenia. Ostrygojad krótkodzioby ma cechy pośrednie między nimi.

### Filogeneza
Wyniki badań genetycznych opublikowane w 2007 potwierdziły odrębność gatunkową zarówno ostrygojada nowozelandzkiego, jak i ostrygojada krótkodziobego (H. chathamensis) zamieszkującego Wyspy Chatham, którego status również był niepewny. Materiały obejmowały dość krótkie sekwencje z czterech regionów mtDNA, były to jednak wstępne badania. Łączna długość sekwencji wyniosła 1733 nukleotydy. Między ostrygojadem zmiennym i nowozelandzkim nie było żadnych różnic, między zmiennym a krótkodziobym – różnice w 9 nukleotydach, a między zmiennym i zwyczajnym – w 12 miejscach.
Barth et al. (2013) w swoim badaniu dotyczącym zagrożonej sieweczki nowozelandzkiej (Charadrius obscurus) jako grupę zewnętrzną wybrali trzy ostrygojady: zmiennego (H. unicolor), nowozelandzkiego i brunatnego (H. palliatus). Wyniki potwierdzają, że H. unicolor i H. finschi to gatunki siostrzane. Rezultaty znacznie szerzej zakrojonego badania Jetz et al. (2012) wskazują na to samo. Obydwa te gatunki rozdzieliły się stosunkowo niedawno. Wyniki różnych badań filogenetycznych wskazują na około 0,146 mln lub 0,284 mln lat temu. Według Banksa i Patersona (2007) te dwa gatunki zaczęły rozdzielać się między 30 a 15 tysięcy lat temu, kiedy na nizinie Canterbury zaczęły powstawać przeplatające się koryta rzeczne (rzeka roztokowa). Innym wyjaśnieniem widocznego w badaniach DNA bliskiego pokrewieństwa jest niedawna hybrydyzacja. Wykazanie tego wymagało jednak zsekwencjonowania i zbadania całych genomów. Mimo że zazwyczaj występuje izolacja rozrodcza, to odnotowano kilka przypadków wydawania potomstwa zdolnego do rozrodu przez pary mieszane ostrygojadów zmiennych i nowozelandzkich.
Jetz et al. (2012) uwzględnili 8 taksonów, przy czym w rodzinie jest 11 gatunków; wzajemne relacje między nimi przedstawia poniższy kladogram:
|  | \| \| H. palliatus \| \| \| \| \| \| H. bachmani \| \| \| \| |
|  |                                                              |
|  | H. ater                                                      |
|  |                                                              |
|  | H. palliatus                                                 |
|  |                                                              |
|  | H. bachmani                                                  |
|  |                                                              |

|  | H. palliatus |
|  |              |
|  | H. bachmani  |
|  |              |

|  | \| \| H. palliatus \| \| \| \| \| \| H. bachmani \| \| \| \| |
|  |                                                              |
|  | H. ater                                                      |
|  |                                                              |
|  | H. palliatus                                                 |
|  |                                                              |
|  | H. bachmani                                                  |
|  |                                                              |

|  | H. palliatus |
|  |              |
|  | H. bachmani  |
|  |              |

|  | \| \| H. unicolor \| \| \| \| \| \| H. finschi \| \| \| \| |
|  |                                                            |
|  | H. chathamensis                                            |
|  |                                                            |
|  | H. unicolor                                                |
|  |                                                            |
|  | H. finschi                                                 |
|  |                                                            |

|  | H. unicolor |
|  |             |
|  | H. finschi  |
|  |             |

|  | \| \| H. unicolor \| \| \| \| \| \| H. finschi \| \| \| \| |
|  |                                                            |
|  | H. chathamensis                                            |
|  |                                                            |
|  | H. unicolor                                                |
|  |                                                            |
|  | H. finschi                                                 |
|  |                                                            |

|  | H. unicolor |
|  |             |
|  | H. finschi  |
|  |             |

|  | \| \| H. palliatus \| \| \| \| \| \| H. bachmani \| \| \| \| |
|  |                                                              |
|  | H. ater                                                      |
|  |                                                              |
|  | H. palliatus                                                 |
|  |                                                              |
|  | H. bachmani                                                  |
|  |                                                              |

|  | H. palliatus |
|  |              |
|  | H. bachmani  |
|  |              |

|  | \| \| H. palliatus \| \| \| \| \| \| H. bachmani \| \| \| \| |
|  |                                                              |
|  | H. ater                                                      |
|  |                                                              |
|  | H. palliatus                                                 |
|  |                                                              |
|  | H. bachmani                                                  |
|  |                                                              |

|  | H. palliatus |
|  |              |
|  | H. bachmani  |
|  |              |

|  | \| \| H. unicolor \| \| \| \| \| \| H. finschi \| \| \| \| |
|  |                                                            |
|  | H. chathamensis                                            |
|  |                                                            |
|  | H. unicolor                                                |
|  |                                                            |
|  | H. finschi                                                 |
|  |                                                            |

|  | H. unicolor |
|  |             |
|  | H. finschi  |
|  |             |

|  | \| \| H. unicolor \| \| \| \| \| \| H. finschi \| \| \| \| |
|  |                                                            |
|  | H. chathamensis                                            |
|  |                                                            |
|  | H. unicolor                                                |
|  |                                                            |
|  | H. finschi                                                 |
|  |                                                            |

|  | H. unicolor |
|  |             |
|  | H. finschi  |
|  |             |

## Morfologia
Długość ciała wynosi około 46 cm, rozpiętość skrzydeł – 80–86 cm, masa ciała – około 550 g. Ostrygojady nowozelandzkie są stosunkowo duże. Zwraca uwagę pomarańczowoczerwony dziób, dłuższy i smuklejszy niż u pozostałych nowozelandzkich lub australijskich ostrygojadów. Nogi są różowawe, mocno zbudowane. Ostrygojady nowozelandzkie są bardzo podobne do ostrygojadów zmiennych odmiany srokatej, wyróżniają się wyraźnie mniejszymi rozmiarami ciała i smuklejszą sylwetką. W upierzeniu dymorfizm płciowy nie występuje, jednak samice są nieznacznie większe, z dłuższym dziobem. Nie występuje sezonowa zmienność w upierzeniu. Na podstawie upierzenia można odróżnić osobniki w szacie juwenalnej oraz starsze młode osobniki, które jeszcze nie osiągnęły szaty ostatecznej.
Poniższa tabela przedstawia wymiary szczegółowe (przeważnie tylko średnie, niekiedy w źródle podano też błąd standardowy i odchylenie standardowe) oraz masę ciała u dorosłych ostrygojadów nowozelandzkich.
| Płeć   | n   | Dł. skrzydła | Dł. ogona | Dł. dzioba  | Wys. dzioba | Szer. dzioba | Dł. skoku | Masa ciała                         | Źródło |
| ------ | --- | ------------ | --------- | ----------- | ----------- | ------------ | --------- | ---------------------------------- | ------ |
| samce  | 120 | 256,1        | 95,8      | 81,0        | 15,6        | 12,9         | 49,9      | 539                                | [ 18 ] |
| samice | 107 | 260,5        | 97,7      | 90,7        | 15,7        | 13,0         | 50,6      | 561                                | [ 18 ] |
| samce  | 103 | —            | —         | 80,9 ± 0,35 | 16,0 ± 0,16 | 13,1 ± 0,41  | —         | —                                  | [ 11 ] |
| samice | 51  | —            | —         | 90,0 ± 0,68 | 16,0 ± 0,12 | 13,1 ± 0,10  | —         | —                                  | [ 11 ] |
| samce  | 52  | —            | —         | —           | —           | —            | —         | 517 (SD: 38,9; przedział: 420–593) | [ 17 ] |
| samice | 63  | —            | —         | —           | —           | —            | —         | 554 (SD: 34,9; przedział: 480–617) | [ 17 ] |

U dorosłych osobników pióra głowy, szyi, wierzchu ciała oraz górnej części piersi są czarne i połyskujące. Czarne obszary upierzenia są ostro oddzielone od białego spodu ciała. Linia tego podziału położona jest nieco wyżej na piersi niż u innych australijskich i nowozelandzkich ostrygojadów. U ptaków w spoczynku wyraźnie widać białą „wstawkę” (ang. shoulder tab), która znajduje się z przodu złożonego skrzydła i jest „rozszerzeniem” białego spodu ciała w kierunku grzbietu. Niewielka ciemna plama piór na nasadzie kości piszczelowo-stępowej (tibiotarsus) może nie być widoczna. U ostrygojadów nowozelandzkich w locie na wierzchu ciała dostrzec można kontrast czarnego wierzchu ciała i ogona z białymi pokrywami nadogonowymi oraz kuprem, które tworzą trójkątną białą plamę wizualnie „wcinającą się” w dolną część pleców. Przez nasady lotek II rzędu i końcówki drugorzędowych pokryw skrzydłowych większych ciągnie się szeroki biały pasek skrzydłowy. Ten zwęża się i zbliża do wewnętrznej części skrzydła, gdzie dociera do wewnętrznej krawędzi skrzydła; czasami sięga do 2–3 wewnętrznych lotek I rzędu.
Dziób ma barwę jaskrawopomarańczową z jaśniejszym żółtawym końcem. Tęczówka u dorosłych osobników jest szkarłatna, obrączka powiekowa – jaskrawopomarańczowa, nogi i stopy – koraloworóżowe.

### Metody określania płci i wieku

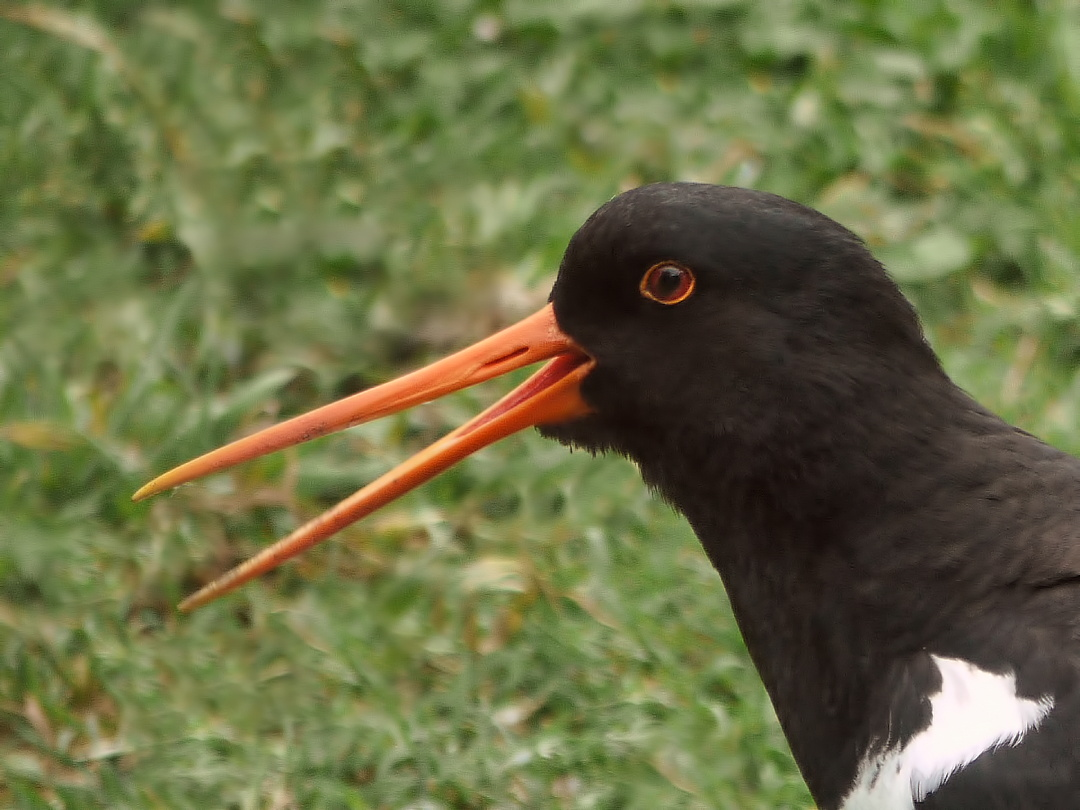
Płeć ostrygojadów nowozelandzkich bez testów genetycznych czy sekcji można najtrafniej ustalić dzięki znajomości 3 wymiarów dzioba i odpowiedniej funkcji

Znajomość nie tylko długości, ale i wysokości oraz szerokości dzioba pozwala na możliwie pewną identyfikację płci mierzonego osobnika poprzez analizę dyskryminacyjną. Allan Baker opracował funkcje dyskryminujące dla dorosłych ostrygojadów trzech nowozelandzkich gatunków oraz pierwszorocznych, drugorocznych i niemal dorosłych ostrygojadów nowozelandzkich. W przypadku pozostałych dwóch gatunków tak szczegółowe opracowanie było niemożliwe ze względu na zbyt małą populację. Aby możliwie trafnie ustalić płeć osobnika tylko na podstawie cech morfologicznych najpierw należy ustalić trzy zmienne:
- x1 – długość dzioba
- x2 – długość dzioba dzielona przez jego głębokość
- x3 – długość dzioba dzielona przez jego szerokość

dla funkcji dyskryminacyjnej 0,46x1 + 3,15x2 + 2,94x3. Graniczną wartością funkcji dyskryminacyjnej jest tu 77,41.
Baker wymienił też cechy upierzenia pozwalające na ustalenie wieku ostrygojadów nowozelandzkich:
|                                        | Upierzenie grzbietu                    | Tęczówka        | Dziób                               | Nogi                             |
| -------------------------------------- | -------------------------------------- | --------------- | ----------------------------------- | -------------------------------- |
| szata juwenalna                        | wyraźnie brązowy, krawędzie piór płowe | brązowa         | jasnopomarańczowy z ciemną końcówką | szare                            |
| osobniki w 2. roku życia               | brązowoczarne                          | brązowoczerwona | pomarańczowy                        | jasnoróżowe                      |
| osobniki niemalże dorosłe (subadultus) | czarne                                 | czerwona        | pomarańczowy                        | różowe                           |
| szata ostateczna (dorosły osobnik)     | czarne                                 | szkarłatna      | jaskrawopomarańczowy                | od koraloworóżowych po fioletowe |

## Zasięg występowania

### Tereny lęgowe
Ostrygojady nowozelandzkie gniazdują w interiorze nowozelandzkiej Wyspie Południowej – głównie na wschód od Alp Południowych – oraz nad kilkoma rzekami południowej Wyspy Północnej. Pierwsze doniesienia o liczebności i zasięgu występowania tych ptaków są niekompletne i nieliczne. Prawdopodobnie pierwotnie na Wyspie Południowej ostrygojady nowozelandzkie występowały tylko nad rzekami roztokowymi regonu Canterbury. Rozwój osadnictwa początkowo nie był korzystny dla populacji tych ptaków (patrz: Status i zagrożenia), lecz z czasem dzięki niemu pojawiły się nowe siedliska nadające się do gniazdowania. Tereny lęgowe ostrygojadów nowozelandzkich zaczęły więc poszerzać się o obszary rolnicze pojawiające się w obrębie dotychczasowego zasięgu występowania. Następnie nastąpiła ekspansja ostrygojadów na południe. Coraz liczniej gniazdowały też w ujściach rzek na południu Wyspy Południowej.
Od lat 80. XX wieku przystępują do lęgów w regionie Hawke’s Bay i na południu regionu Wairarapa. W Hawke’s Bay, a dokładniej przy rzece Ngaruroro w okolicy Mangatahi (na zachód od Hastings), już w 1979 parę ostrygojadów nowozelandzkich zaobserwowali Margaret i Wayne Twydle. Dopiero rok później dostrzeżono parę z młodymi. W kolejnych latach ostrygojady również tam gniazdowały.

### Zimowiska
Poza sezonem lęgowym ostrygojady nowozelandzkie rozpraszają się na wybrzeżach Nowej Zelandii. Pod koniec lat 90. XX wieku blisko 2/3 (68%) przybywało na północną połowę Wyspy Północnej, a około 18% populacji (14 tysięcy osobników) zimowało w regionie Nelson. W połowie 2003 około połowy populacji ostrygojada nowozelandzkiego zebrało się w trzech dużych portach w pobliżu Auckland: Kaipara, Manukau i Firth of Thames. W Avon Heathcote Estuary (wspólne ujście rzek Avon oraz Heathcote) zimuje kilka tysięcy osobników, a w Otago Harbour – 1–2 tysiące. W innych estuariach zimuje od kilkuset osobników do pojedynczych, obserwowanych tylko przygodnie.

### Przypadkowe stwierdzenia
Sporadycznie ostrygojady nowozelandzkie są stwierdzane na wyspach wokół Nowej Zelandii. Zalatują na Wyspy Snares i do Australii. Pojedyncze obserwacje zarejestrowane do 2010 pochodzą z: Vanuatu, południowo-wschodniej Australii, Wysp Chatham (1968) i Norfolku (1983). W 1969 na Kermadec obserwowano prawdopodobnie ostrygojada nowozelandzkiego, jednak gatunku nie ustalono z całkowitą pewnością.

## Pożywienie

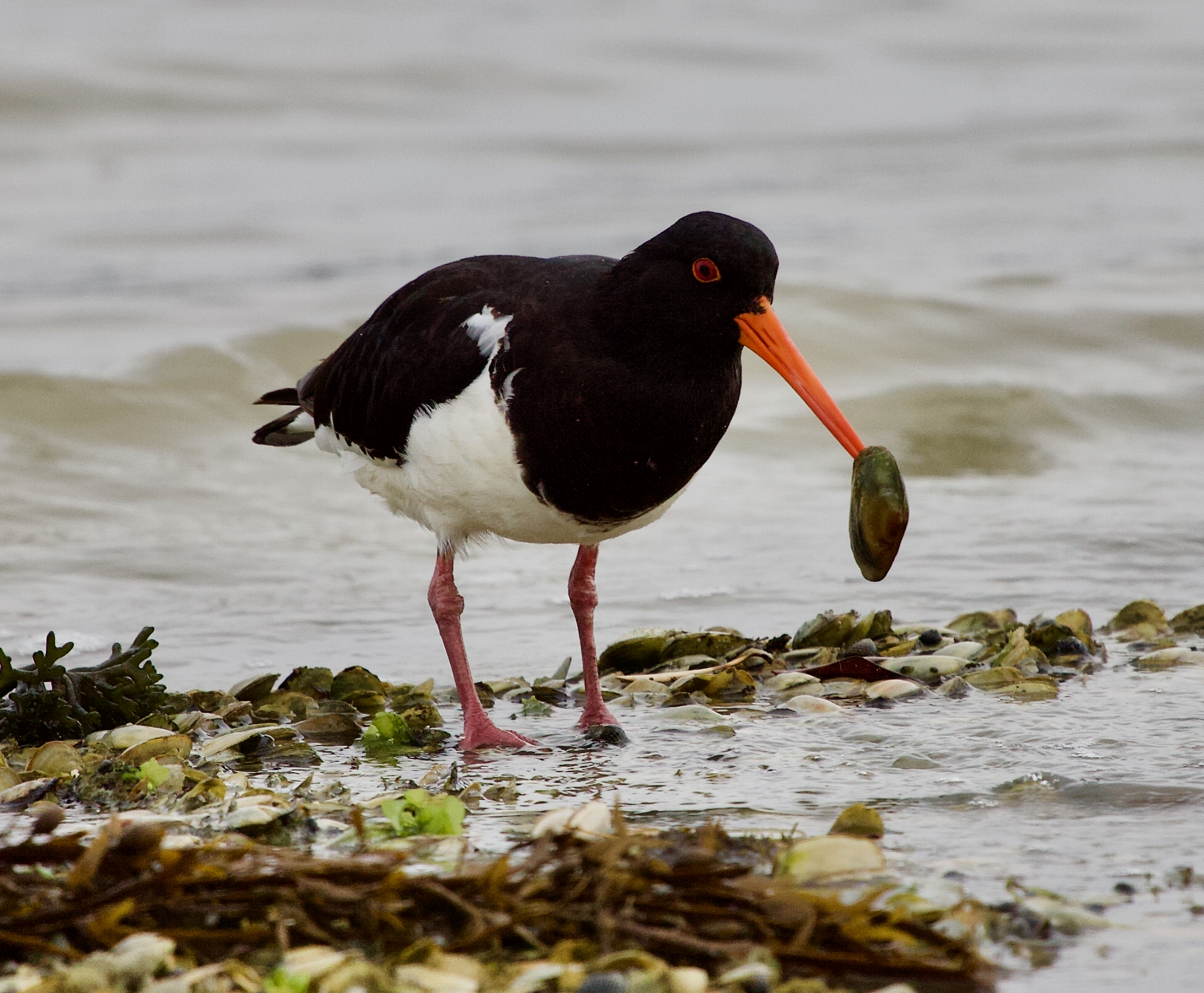
Ostrygojady nowozelandzkie najchętniej szukają pożywienia w miękkim podłożu – w ziemi, piasku czy mule

W skład pożywienia ostrygojadów nowozelandzkich wchodzą głównie mięczaki (małże, ślimaki) oraz bezkręgowce potocznie nazywane „robakami morskimi” – należące do pierścienic wieloszczety i skąposzczety. Do tego zjadają kraby, owady, ukwiały i niewielkie ryby.
Przynajmniej do lat 90. XX wieku przeprowadzono tylko dwa badania, w których określono między innymi ilość pobranego pożywienia na dzień oraz energetyczne zapotrzebowanie bytowe. Pobranie pokarmu zależne jest od wielu czynników, w tym wieku ptaka, rozmiaru zdobyczy, pogody, poziomu wody czy pory roku. Baker w celu uzyskania bardziej wiarygodnych danych porównał więc pobranie pokarmu u ostrygojadów zmiennych i nowozelandzkich w tym samym miejscu i czasie, na plaży zasobnej w małże Paphies subtriangulata (bardziej znane pod maoryską nazwą „tuatua”). Przedstawiciele obydwu gatunków żerowały w podobnym tempie oraz zbliżonym momencie cyklu pływów. Baker oszacował, że dzienne pobranie małży P. subtriangulata u ostrygojadów nowozelandzkich wynosiło około 256 g suchej masy, co odpowiada w przybliżeniu 52% masy ciała; zapotrzebowanie kaloryczne to 65 kcal/dobę. Owen i Sell (1985) podali niepublikowane dane zebrane również przez Bakera, według których stado 4 tysięcy ostrygojadów nowozelandzkich zimujących w Avon Heathcote Estuary mogło dziennie zjadać około 1,472 mln małży Austrovenus stutchburyi z rodziny wenerydowatych.

## Ekologia i zachowanie

### Preferencje środowiskowe
Ostrygojady nowozelandzkie na tle rodziny wyróżniają się swoimi preferencjami co do środowiska, w jakim gniazdują. Większość ostrygojadów lęgi odbywa na wybrzeżu. Część obszarów występowania ostrygojada zwyczajnego i magellańskiego (H. leucopodus) obejmuje również tereny lęgowe w interiorze, natomiast ostrygojady nowozelandzkie gniazdują przede wszystkim w interiorze. W okresie zimowym przebywają jednak głównie na wybrzeżu, typowo dla ostrygojadów.
Ich tereny lęgowe znajdują się na wysokości do 1800 m n.p.m. Obejmują różnorodne środowiska. Zazwyczaj są to rzeki roztokowe, tereny rolnicze, brzegi jezior lub wyżynne obszary porośnięte turzycami. Wyżej położone tereny lęgowe znajdują się w subalpejskiej tundrze, którą charakteryzują zbiorowiska Dracophyllum–Raoulia przy bagnistych zagłębieniach wypełnianych wodą pochodzącą z roztopów, cyrki lodowcowe i jeziora karowe. Peter Child obserwował ostrygojady nowozelandzkie na wysokościach od 1280 do około 1830 m n.p.m. (pierwotnie wymiary podano w stopach: 4200–6000 stóp n.p.m.).

### Tryb życia i zachowanie

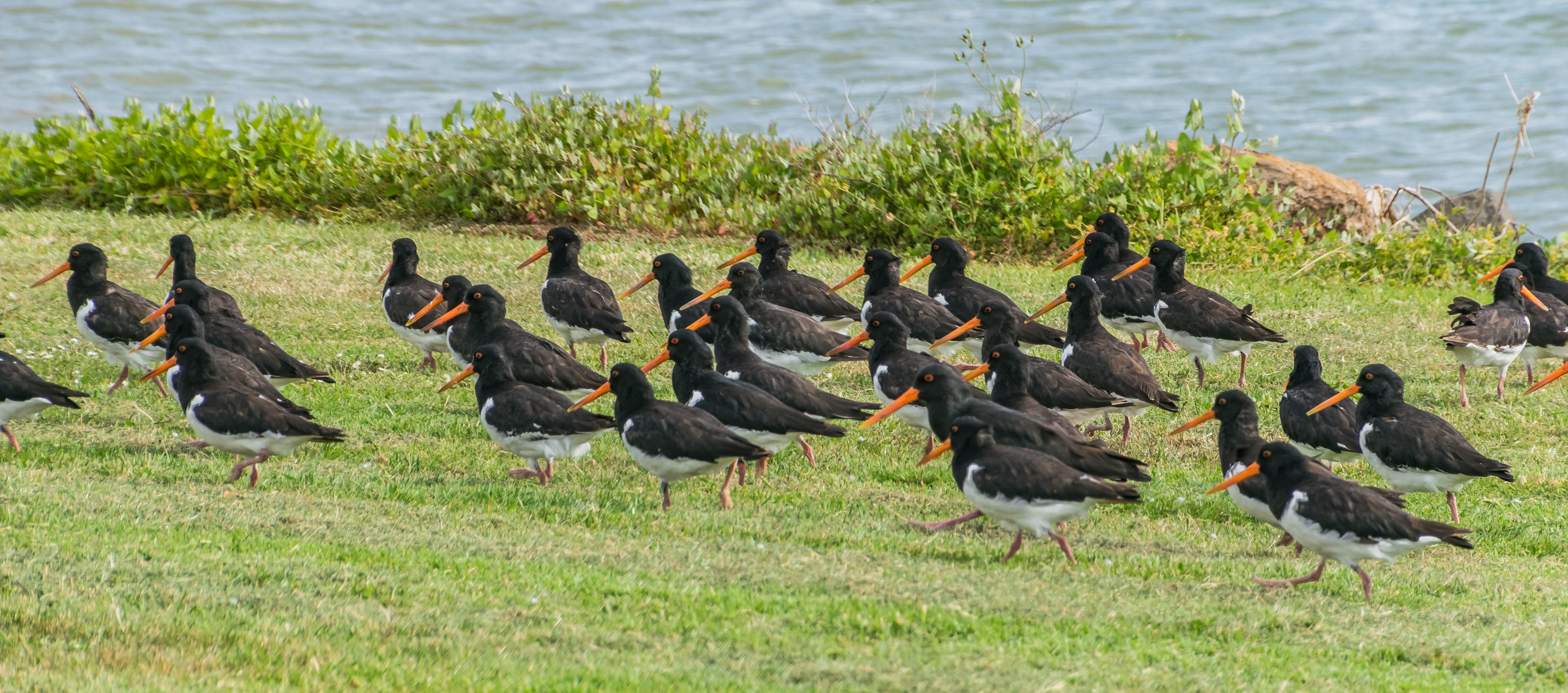
Ostrygojady nowozelandzkie są towarzyskie

Ostrygojady zmienne są towarzyskimi ptakami, a poza okresem lęgowym także głośnymi i łatwymi do zaobserwowania. Po odbyciu lęgów przemieszczają się na wybrzeża. Gniazdujące ostrygojady wyruszają na zimowiska najwcześniej w grudniu, a wracają na tereny lęgowe nie wcześniej niż na początku czerwca. W estuariach, które zwykle służą za zimowiska, całorocznie przebywa blisko 16–18% populacji ostrygojadów nowozelandzkich – prawdopodobnie są to młode osobniki. Przybyłe na zimowiska ostrygojady łączą się w duże grupy, które mogą składać się nawet z 10 tysięcy osobników; szczególnie chętnie gromadzą się w portach na Wyspie Północnej. Poszukują pokarmu w miękkim podłożu – w glebie na pastwiskach, na piasku lub w mule, a do tego na terenach rolniczych, w tym tych z dopiero wzrastającymi uprawami. Rzadko widywane są na skalistych wybrzeżach. Chodem i lotem nie odstają od innych ostrygojadów. Podobny jest również głos; zazwyczaj ostrygojady nowozelandzkie kontaktują się głośnym i przeszywającym piskiem, zarówno na ziemi, jak i w locie. Podczas zalotów przyszła para w duecie wydaje z siebie nieco wyższe piski.
Poza okresem wysiadywania jaj zarówno samce, jak i samice spędzają blisko 30% czasu na poszukiwaniu pożywienia (odpowiednio około 32% i 29% czasu obserwacji). Wyraźna dysproporcja dotyczy czasu spędzanego w spoczynku: mniej więcej 37% u samców i 44% u samic. W okresie lęgowym dysproporcja ta jest również widoczna; czas poświęcony poszukiwaniu pokarmu był zbliżony (odpowiednio 15% i 15,4% czasu obserwacji), jednak samce spędzały w spoczynku 42,6% czasu, samice natomiast – 48,4%. Ostrygojady nowozelandzkie nieco ponad 5–6% czasu przeznaczają na pielęgnację upierzenia.
Baker badał proporcje płci oraz poszczególnych grup wiekowych w stadach zimujących ostrygojadów nowozelandzkich; poza jednym wyjątkiem wszystkie prace prowadził na terenie Avon Heathcote Estuary. W niemal wszystkich stadach przeważały samce: stosunek samców do samic wynosił 1,14–2,64 do 1. Przewagę samców stwierdzano w grupach o różnej strukturze wiekowej. Tylko raz stwierdzono odwrotne proporcje – średnio 0,67 samca na 1 samicę. Było to w lutym, kiedy zarówno młode, jak i dorosłe osobniki dopiero przybywały na zimowiska. Udział samic w zimującej populacji zmniejszał się z czasem. Baker uznał za niezbyt prawdopodobne, by taka struktura płci wynikała z częstszego łapania akurat samców. Postawił następujące hipotezy:
- uzyskane dane wskazują, że rozmieszczenie samców i samic na zimowiskach jest nierównomierne; możliwym wytłumaczeniem jest wędrowanie samic dalej na północ w porównaniu do samców.
- przewagę samic w zimujących stadach na samym początku sezonu można wyjaśnić przybywaniem samic na zimowiska przed samcami. Takie zwyczaje stwierdzono już u niektórych bekasowatych.

## Lęgi

### Sezon lęgowy
Okres składania jaj rozpoczyna się na początku sierpnia. Największe nasilenie przypada na wrzesień, kolejne – na październik. Są to jednak głównie lęgi zastępcze. W środkowym Canterbury obserwowano lęgi ostrygojadów nowozelandzkich od 1987 do 1997. W tym okresie zniesienia stwierdzano od początku sierpnia do połowy listopada. W razie utraty pierwszego lęgu para mogła przystąpić do najwyżej dwóch lęgów zastępczych.

### Gniazdo
Gniazda na niżej położonych terenach mogą znajdować się na plażach, pastwiskach, nieuprawianej ziemi w okolicy rzek lub przy samym jej korycie. Prócz tego ostrygojady nowozelandzkie gniazdują na mokradłach, w nieckach i subalpejskiej tundrze na wysokości 1200–1800 m n.p.m. Na terenach lęgowych położonych wysoko w górach, w subalpejskiej tundrze, gniazda umieszczone są na tufurach. Zwykle w okolicznej roślinności przeważają zbiorowiska Dracophyllum muscoides–Raoulia hectori. Dawniej ostrygojady nowozelandzkie miały gniazdować głównie na żwirowym podłożu w korycie rzeki. Mniej więcej od lat 50. XX wieku zaczęły rozprzestrzeniać się na tereny upraw oraz na wyżyny.
Przynajmniej w okolicy rzeki Shotover gniazda ostrygojadów nowozelandzkich oddalone są od siebie o co najmniej 180 m. Gniazdo często znajduje się obok osłaniającego je kawałka drewna naniesionego przez wodę, rzadko – obok dużego kamienia. Może zostać umieszczone na lekkim wzniesieniu z piasku czy żwiru, co zapewnia dobrą widoczność. W niektórych miejscach gniazdują na plażach, gdzie gniazdują również ostrygojady zmienne. Okres gniazdowania ostrygojadów nowozelandzkich i zmiennych może się nachodzić, stąd przynajmniej w jednym miejscu zaobserwowano krzyżowanie się tych dwóch gatunków.
Gniazdo ma formę zagłębienia w piasku, czasami wyściełanego cienkimi gałązkami lub kamykami. Na obszarach upraw zwykle gniazda pozbawione są wyściółki. Ostrygojady nowozelandzkie wygrzebują zagłębienie w podłożu poprzez siedzenie na podłożu i napieranie na nie dolną częścią piersi oraz brzuchem. Podczas wysiadywania jaj mogą poprawiać konstrukcję gniazda.

### Jaja
Jaja ostrygojadów nowozelandzkich nie wyróżniają się kształtem. Skorupa ma barwę szarożółtą, trochę brązowawą, i cała pokryta jest ciemno- i jasnobrązowymi plamami. Wymiary dla 421 jaj: 48,7–62,7 na 35,9–45,0 mm, średnio 56,1 (SD: 2,14) na 39,1 (SD: 1,03) mm. Wymiary dla 53 jaj: 56,0±2,21 na 38,6±0,95 mm. Masa 18 jaj: średnio 44,2 g, SD: 2,21. Prawdopodobnie drugie złożone jajo jest mniejsze.
Przeważnie zniesienie ostrygojadów nowozelandzkich składa się z 2 jaj, lecz ogółem może być ich od 1 do 3. U par przystępujących do lęgów zastępczych każde kolejne zniesienie jest przeciętnie mniejsze. Typowa wielkość zniesienia ostrygojadów nowozelandzkich maleje wraz z postępem sezonu lęgowego. Przeciętna liczba jaj w 206 lęgach wyniosła 2,33 (szczegółów dotyczących między innymi czasu i miejsca obserwacji nie podano). U par badanych w środkowym Canterbury od 1987 do 1997 średnia wielkość zniesienia dla całej tej dekady wyniosła 2,29 (n=378; SD: 0,51). W poszczególnych latach było to od 2,09 do 2,43 jaja na lęg.

### Wysiadywanie i opieka nad młodymi
Wysiadywanie rozpoczyna się wraz ze złożeniem przedostatniego jaja (czyli pierwszego lub drugiego, jeśli w lęgu byłoby ich trzy). Uczestniczą w nim obydwa ptaki z pary. Zmieniają się co 2–3 godziny. Wysiadywanie trwa 25–30 dni, przeciętnie około 28 dni. Oboje rodzice przeganiają błotniaki moczarowe (Circus approximans), jeśli te zbliżą się do gniazda. Samce poświęcają na wysiadywanie nieco więcej czasu – odpowiednio 15,2% czasu obserwacji vs 12,9% dla samic.
U młodych tuż po wykluciu puch z wierzchu ciała jest płowoszary z białawymi kropkami, czarniawymi paskami i kreskami na ciemieniu, grzbiecie, na wskroś oka oraz na udzie; spód ciała od dolnej części piersi w tył porasta biały puch. Dziób ma barwę brązową (żółtawą u nasady), natomiast tęczówka – brązową, podobnie jak nogi. Pisklęta mogą opuścić gniazdo już 8 godzin po wykluciu, chociaż czasem zostają w nim 1 lub 2 dni. Otrzymują pokarm od rodziców do opierzenia się. Pełne upierzenie uzyskują w wieku około 6 tygodni, ogółem jednak po 28–42 dniach życia.
Ostrygojady nowozelandzkie po raz pierwszy przystępują do rozrodu w wieku od 4 do 6 lat.

## Status i zagrożenia
IUCN uznaje ostrygojada nowozelandzkiego za gatunek najmniejszej troski (LC, Least Concern) nieprzerwanie od 1988 (stan w 2021). Jedynie w 2014 i 2016 nie był klasyfikowany ze względu na trwające zmiany w systematyce. BirdLife International uznaje trend liczebności populacji za spadkowy. Taki był jeszcze co najmniej w 2. dekadzie XXI wieku, jednak wówczas tempo spadku liczebności populacji było nieznane.
Stan populacji oraz jej liczebność w poszczególnych latach:
- po przybyciu Europejczyków na wyspy – wskutek nadmiernego odłowu liczebność populacji stale malała[31];
- 1940 – pozostało niecałe 10 tysięcy ostrygojadów nowozelandzkich; gatunek objęto ochroną prawną, populacja zaczęła się zwiększać[31];
- 1970–1971 – populacja ostrygojadów nowozelandzkich składała się z około 49 tysięcy osobników[32];
- 1984–1994 – w ciągu tej dekady populacja zwiększyła się do blisko 113 tysięcy osobników[33];
- 2014 – prawdopodobnie od czasu ostatniej publikacji szacunkowej liczebności populacja zwiększała się jeszcze kilka lat, lecz później zaczęła znów maleć; być może liczebność populacji zmalała do podobnego poziomu, co w 1988[21];
- 2020 – liczebność populacji ostrygojadów nowozelandzkich oszacowano na nieco ponad 79 tysięcy osobników; to więcej, niż sugerowałyby wyniki liczenia[34].

BirdLife International (2021) jako najaktualniejsze dane przyjmuje szacunki z 2014 – określające liczebność na poziomie blisko 113 tysięcy osobników, z czego nieco ponad 75 tysięcy mają szacunkowo stanowić osobniki dorosłe.